# 安德里 (明尼蘇達州)
安德里（英語：Andree）是位於美國明尼蘇達州伊善提縣斯坦奇菲爾德鎮區的一個非建制地區。

## 地理
安德里所處的海拔為高於海平面292米（即958英呎），而該地所採用的時區為UTC-6，即北美中部時區（CST）。同時該地設有夏令時間，為UTC-6調快一小時，即UTC-5（CDT）。